# Röd storm
Röd Storm är en roman av Tom Clancy och Larry Bond från 1986 som handlar om Sovjetunionens anfall mot Västeuropa och NATO.

## Handling
Efter att islamistiska terrorister från Azerbajdzjan saboterat och totalförstört ett stort oljeraffinaderi i Nizjnevartovsk hotas Sovjetunionen av en oljekris som kan lamslå hela deras ekonomi. För att förhindra detta planerar Sovjets politiska ledning att anfalla och ta oljefälten i Iran, men innan det kan ske måste NATO paralyseras genom ett blixtanfall mot Västeuropa. Anfallet legitimeras genom ett arrangerat terrorattentat mot Kreml.
De sovjetiska planerna avslöjas bara dagar innan de genomförs genom att en sovjetisk spetsnaz-officer tas till fånga i Aachen, vilket ger NATO-styrkorna mycket kort tid att mobilisera. Anfallet fördröjs genom att amerikanska och tyska attackflygplan slår ut broarna över floden Elbe. I anfallet används för första gången stealthflygplan (i boken kallade F-19 Ghostrider, men baserade på uppgifter om Lockheed F-117 Nighthawk).
Situationen förvärras genom att Sovjetiska marininfanteriet lyckas genomföra en amfibielandstigning på Island och ockupera den viktiga flygbasen Keflavik. Sovjetiskt jaktflyg baserat på Island ger norra flottans bombflygplan en skyddad korridor ut över Nordatlanten där de kan hota de livsviktiga förstärkningarna som börjar skeppas över från USA.

## Spel
Tom Clancy och Larry Bond använde sig av spelet Harpoon för att simulera olika händelseförlopp i boken, bland annat den sovjetiska landstigningen på Island och flyganfallet mot hangarfartyget USS Nimitz.
Röd Storm har använts som inspiration för både Microproses flygsimulator ”F-19 Stealth Fighter” (1987) och ubåtssimulatorn ”Red Storm Rising” (1988). Även datorspelet World in Conflict (2007) från det svenska spelföretaget Massive Entertainment utspelas i den konflikt som utmålas i Röd Storm.